# Адміністративний акт
Адміністративний акт — рішення або юридично значуща дія індивідуального характеру, прийняте (вчинена) адміністративним органом для вирішення конкретної справи та спрямоване (спрямована) на набуття, зміну, припинення чи реалізацію прав та/або обов'язків окремої особи (осіб).
На практиці це передбачає звичні нам послуги: видача дозволу чи ліцензії, оформлення паспорта; реєстрація місця проживання; призначення пенсії тощо.
Власна назва акта (наказ, розпорядження, припис тощо) і специфіка оформлення, як правило, визначені у спеціальному законодавстві, тобто конструкція «адміністративний акт» є узагальнювальною.
Ознаками адміністративного акта є:
- індивідуальність та конкретність, що відрізняють його від нормативних актів, які встановлюють правила для неодноразового застосування та невизначеного кола осіб. Адміністративним актом відбувається вирішення конкретної справи;
- односторонність, що відрізняє адміністративні акти від адміністративних договорів;
- сфера публічного адміністрування відмежовує їх від інших публічно-владних сфер: правосуддя, законотворення;
- зовнішня дія відрізняє адміністративні акти від внутрішньоорганізаційних актів: доручень та наказів, що спрямовані на підрозділи та персонал органу, наприклад, при розв'язанні кадрових питань.

Поняття «адміністративний акт» є базове (або основоположне) у Законі України «Про адміністративну процедуру»(ЗАП). Згідно з положеннями ЗАП:
1. Форма адміністративного акта Адміністративний акт, як правило, приймається у письмовій (тобто електронній або паперовій) формі. Особа, якої стосується усний акт, має право вимагати його оформлення у письмовій формі. Ця вимога має бути виконана протягом 5 робочих днів із дня прийняття.
2. Зміст (структура адміністративного акта). За ЗАП, письмовий адміністративний акт складається зі вступної, мотивувальної, резолютивної та заключної частин.
3. Набрання чинностіСуттєва новела ЗАП — це зміна підходів до набрання чинності адміністративним актом. Раніше основним правилом у законодавстві було набрання чинності індивідуальними актами з моменту їх прийняття або доведення до відома виконавців. ЗАП це змінює, оскільки встановлює, що адміністративний акт набирає чинності з дня його доведення до відома відповідної особи. Інший строк набрання ним чинності може бути передбачено Законом або самим адміністративним актом. Важливо, що недоведення адміністративного акта до відома особи в установленому порядку є підставою для продовження строку його оскарження. Такі норми покликані заохотити органи до своєчасного доведення актів до відома адресатів та заінтересованих осіб. Акт доводиться до відома особи невідкладно, а за наявності обґрунтованих причин — не пізніше 3-х робочих днів із дня прийняття. Якщо час отримання адміністративного акта, надісланого поштою, електронною поштою не зафіксовано, то такий акт вважається доведеним до відома особи на 5-ий календарний день із дня його надсилання. Обов'язок доказування факту і часу доведення акта до відома особи покладається на адміністративний орган.
4. Чинність адміністративного актаАдміністративний акт діє від часу набрання ним чинності до часу втрати ним чинності. Звісно, адміністративний акт, у межах строку на оскарження, може бути скасовано в порядку адміністративного оскарження або судом. 
А за загальним правилом, адміністративний акт втрачає чинність внаслідок: — його виконання (наприклад, при виплаті разової матеріальної допомоги); — закінчення строку його дії (приміром, ліцензії); — з інших причин, визначених Законом. 
5. Нікчемність адміністративного акта Окремо варто ознайомитися з питанням «нікчемності» адміністративного акта (ст. 77 ЗАП). Це ситуації, коли йдеться про очевидні значні недоліки. Наприклад, коли відсутні відомості про орган, який прийняв акт, або акт може бути прийнятий лише у стандартизованій формі, але цю вимогу не дотримано. Наприклад, паспорт громадянина оформлено не на спеціальному бланку тощо. Нікчемний акт взагалі не набирає чинності, тобто його можна просто ігнорувати, позаяк він не підлягає виконанню. Але особа, яка має відповідний інтерес, може вимагати визнання акта нікчемним від органу, що його прийняв, чи звернутися з відповідним позовом до суду. Важливо принципово відрізняти «нікчемні» акти від «оспорюваних». Нікчемність зумовлена очевидною протиправністю, що має бути однаковою для всіх. В іншому випадку маємо справу з «оспорюваним» актом. Наприклад, коли є сумніви, чи мав певний орган компетенцію прийняти акт або ж ні. Такий акт не можна ігнорувати, його треба або виконувати, або оскаржувати[2].